# Apple Bar
Apple Bar — міжнародний фестиваль-ярмарок, свято яблучного фестивалю. Вперше започатковано в жовтні 2017 року в місті Бар на Вінниччині. Дата проведення фестивалю визначена 21 жовтня у день всесвітнього дня яблука.

## Історія святкування

### 2017
Уперше фестиваль відбувся в 2017 році на центральній площі міста Святого Миколая. У перший день святкування фестивалю 20 жовтня у місті відбувся науково-практичний семінар «Сучасні технології в садівництві», презентації провідних українських виробників сільгосппродукції та засобів захисту рослин. На семінарі взяли участь представники аграрної галузі з України та Республіки Польща.
У другий день фестивалю 21 жовтня на центральній площі міста відбувся фестиваль-ярмарок з продажу яблук, саджанців та іншої сільгоспродукції, кулінарних виробів та виробів народних майстрів краю. Відбувались різноманітні майстер-класи. Концертна програма включала виступи фольклорних колективів району і гостя свята «народного кума України» Миколи Янченка.
На фестивалі була представлена фотовиставка робіт народного художника України Володимира Козюка під назвою «Україна розцвіте!».

### 2018
Другий Міжнародний фестиваль «Apple Bar» 2018 відкрився науково-практичним семінаром та пленером присвяченим відродженню барської кераміки. Участь у ньому взяли народні майстри, науковці гуманітарних вишів та музеїв гончарства. Вони досліджували барську кераміку. Барське гончарство XVII—XIX століття мало свій унікальний стиль. Вироби гончарів були оформленні художнім елементом — на білому тлі зозуля на калині. В той час майже третина населення Бару займалась гончарством. Барська кераміка прирівнювалась за художньою значимістю до бубнівської та крищинецької. Зазвичай майстри створювали столові і декоративні вироби: миски, полумиски, тарілки, макітри, глечики і іграшки.
У другий день фестивалю 21 жовтня на центральній площі міста відбувся фестиваль-ярмарок з продажу яблук, соків та різної яблучної продукці, а також саджанців. Свою продукцію на ярмарок доставили підприємці Барського району та господарство «Тріада-МК» з села Сніткова Мурованокуриловецького району. В цей же день проходив і форум «Розвиток сільських територій ОТГ». На площі Святого Миколая народні майстри представляли вироби з дерева, глини, бісеру, вовняні речі і різні сувеніри. У фудзонах можна було скуштувати різні страви приготовлені із яблук.
Святковий концерт відбувся за участі місцевих виконавців та запрошених артистів Віктора Пашника і Миколи Янченка.